# Kamna Gorica
Kamna Gorica je gručasto naselje v Občini Radovljica. Leži v ozki dolini potoka Lipnica pod severnimi obronki Jelovice. 
Kamna Gorica je staro fužinarsko naselje. Prvič je neposredno omenjena na 101. strani temeljnega radovljiškega urbarja iz leta 1498 pod imenom Stainpüchl (hrani ga Arhiv Republike Slovenije v Ljubljani). Začetki železarstva segajo v 14. stoletje, ko se je začela razvijati vzporedno s sosednjo Kropo. Glavni proizvod so bili žeblji. Stari plavž je obratoval do leta 1872, usodno pa je bilo že leto 1828, ko je izbruhnil velik požar, ki je uničil 35 stanovanjskih hiš in mnogo gospodarskih objektov. Ročno žebljarstvo v vigenjcih, ki jih je bilo nekdaj deset, se je sredi 20. stoletja umaknilo v Tovarno vijakov Plamen v Kropo.  
V naselju prevladujejo večinoma nadstropne v 18. stoletju predelane zidane hiše. Ohranjenih je nekaj bogato okrašenih hiš fužinarskih rodbin. Med njimi sta najpomembnejši priči nekdanjega razcveta Kappusova graščina in rojstna hiša pesnika in politika Lovra Tomana. Delno sta ohranjani dve nekdanji kovačnici, na mestu nekdanjega plavža pa je spomenik padlim v 2. svetovni vojni. Zaradi številnih vodnih kanalov in mostov se je naselja prijelo ime Slovenske Benetke.
V Kamni Gorici so bili rojeni še slikar Matevž Langus, biolog Franc Megušar in tehtničar in izumitelj Franc Pretnar. Od tu izvira tudi rodbina Kappus, ki je bila leta 1693 zaradi zaslug v železarstvu povzdignjena v plemiški stan (plemeniti Pichelstein). V Kamni Gorici sta bila rojena misijonar Marko Anton Kappus in pravnik Karel Jožef Kappus pl. Pichelstein. Po Langusu se danes v Kamni Gorici imenujejo Langusovi dnevi, ki potekajo konec avgusta ali začetek septembra.
Župnijska cerkev sv. Trojice je bila postavljena 1652 in leta 1754 prezidana in povečana. V cerkvi so med drugimi oljnimi slikami tudi Langusove slike.
Jugozahodno od vasi je večji kamnolom. Tik pod njem izvira z železom bogata voda. Pripisujejo ji, da krepi moško spolno moč, o čemer se je obširno razpisal novinar Tone Fornezzi.